# 波斯贊·施薩
波斯贊·施薩（英語：Boštjan Cesar，1982年7月9日—），是一名前斯洛文尼亞足球运动员，司职後衛。

## 球會生涯
2005年，他加盟馬賽，與球隊簽署了一份為期3年的合同。2007年8月，他被借往西布朗。2007年8月14日，他首次穿著西布朗戰衣在聯賽杯1-0戰勝伯恩茅夫中上陣。2個多月後，他首次在聯賽亮相，該場比賽是在2007年10月23日西布朗2-1擊敗布力般流浪。2008年2月2日，他在西布朗2-1擊敗般尼時，射入在球隊的唯一入球。施薩在西布朗全部賽事中共上陣24次，在本賽季結束後，西布朗領隊莫布雷決定不追求這名球員永久轉會西布朗。2009年1月，他與格勒諾布爾簽訂了兩年合同，在球隊上陣的第二場比賽已取得了他的第一個進球，協助球隊1-1戰平波爾多。

## 榮譽

### 薩格勒布戴拿模
- 克羅地亞甲組聯賽：2002年－2003年
- 克羅地亞盃：2001年－2002年，2003年－2004年
- 克羅地亞超級盃：2002年，2003年

### 馬賽
- 圖圖盃：2006年

### 西布朗
- 英格蘭冠軍聯賽：2007年－2008年

## 記錄
1. ↑  . BBC Sport. 2007-08-02  [2007-08-07].

## 連結
- Player profile
- Player profile （页面存档备份，存于）
- Player profile （页面存档备份，存于）
- Career details （页面存档备份，存于）